# Juvir Costella
Juvir Costella (Guaporé, 11 de junho de 1959) é um político brasileiro filiado ao Movimento Democrático Brasileiro (MDB).

## Biografia
Juvir Costella nasceu em Guaporé, Rio Grande do Sul, em 11 de junho de 1959. É servidor público estadual aposentado, casado e pai de dois filhos.

## Carreira política
Juvir Costella iniciou sua trajetória política como vereador em Esteio, Rio Grande do Sul, cumprindo dois mandatos consecutivos, de 1989 a 1996. Durante esse período, foi eleito em 15 de novembro de 1988 com 465 votos, assumindo o cargo em 1º de janeiro de 1989. Em 1990, integrou a Comissão de Obras e Serviços Públicos. Foi primeiro secretário da Mesa Diretora de 10 de abril a 31 de dezembro de 1990 e presidente da Câmara de Esteio entre 1991 e 1992. Reeleito nas eleições de 3 de outubro de 1992, iniciou seu segundo mandato em 1º de janeiro de 1993. No mesmo ano, foi membro da Comissão de Justiça e Redação.
Ele também atuou como chefe de gabinete do ex-prefeito de Gravataí, Marco Alba, na Secretaria Estadual de Habitação e na Assembleia Legislativa.

### Atuação parlamentar e projetos de lei
Juvir Costella ficou a primeira suplência do PMDB em 2014 com 31.739 votos, mas assumiu como deputado estadual a partir de 2015, com a ida de Fábio Branco para a secretaria de Desenvolvimento Econômico. Em 2017, integrou a Mesa Diretora da Assembleia Legislativa do Rio Grande do Sul como 2º secretário.
Nas eleições de 7 de outubro de 2018, foi reeleito deputado estadual do Rio Grande do Sul com 42.066 votos para a 55ª legislatura pelo MDB.
Nas eleições de 2022, Juvir Costella foi reeleito para seu terceiro mandato como deputado estadual, obtendo 66.971 votos.
Como parlamentar, Costella tem focado na melhoria da infraestrutura do estado e na qualidade de vida da população. Ele também defende o fortalecimento de setores econômicos como o agronegócio, a indústria e o comércio. Entre suas prioridades estão obras de acessos a municípios, recuperação de rodovias e ligações regionais.
Entre os projetos de lei de sua autoria, destacam-se:
- O Projeto de Lei nº 144/2017, que declara a Prova de Laço como bem integrante do patrimônio cultural imaterial do Rio Grande do Sul e a considera atividade desportiva.[7]
- O Projeto de Lei nº 223/2022, que declara o município de Mariana Pimentel a “Capital Estadual da Batata-Doce”.[8]
- O Projeto de Lei nº 256/2016, que altera a Lei nº 13.924, de 17 de janeiro de 2012, que institui o Sistema Estadual de Apoio e Incentivo.[9]

### Secretarias do Estado do Rio Grande do Sul
Em 2015, foi nomeado secretário de Turismo, Esporte e Lazer no governo de José Ivo Sartori, permanecendo no cargo até julho de 2016. Em 2019, foi nomeado pelo governador Eduardo Leite como Secretário de Logística e Transportes, cargo que ocupou de janeiro de 2019 a março de 2022 e em janeiro de 2023, reassumiu o comando da Secretaria de Logística e Transportes no segundo governo de Eduardo Leite.